# ثيوبالد الثالث، كونت شامبانيا
ثيوبالد الثالث (13 مايو 1179 - 24 مايو 1201)، كان كونت شامبانيا منذ عام 1197  حتى وفاته، هو الابن الأصغر لـ هنري الأول، كونت شامبانيا وماري ابنة لويس السابع ملك فرنسا وزوجته الأولى إليانور دي آكيتاين.
تزوج في 1 يوليو 1199 من بلانش النافارية ولهم ابنين:
- ماري.
- ثيوبالد الأول ملك نافارا (ثيوبالد الرابع).